# Изгагин, Борис Георгиевич
Бори́с Гео́ргиевич Изга́гин (10 февраля 1919, Чусовой — 8 сентября 2013, Пермь) — советский и российский инженер-авиастроитель, директор Пермского моторного завода (1973—1986), Герой Социалистического Труда (1976), лауреат Государственной премии СССР (1984).

## Биография
Родился в посёлке Чусовом Пермского уезда Пермской губернии (ныне Пермского края). Его отец был кондуктором на железной дороге (погиб в апреле 1929 года от несчастного случая), а мать — домохозяйкой; в семье было семеро детей.
В 1935 году после окончания семи классов Чусовской железнодорожной школы № 8 сначала хотел поступить в Свердловский электротехнический институт, но поступил в Пермский авиационный техникум. Во время учёбы проходил стажировку на авиационном заводе им. И. В. Сталина, а также подрабатывал, чтобы помогать семье, преимущественно на разгрузке пароходов. Пермский авиационный техникум окончил в 1939 году.
С 1939 года работал на Пермском моторном заводе, начинал с должности технолога сборочного цеха, затем работал начальником сборочного цеха, начальником производства.
В период Великой Отечественной войны трижды подавал заявление об отправке на фронт, но трижды получал отказ.
В 1947 году Б. Г. Изгагин был направлен в составе 40 технических работников завода на учёбу в Уральский политехнический институт, который он окончил заочно в 1953 году.
В 1964 году был назначен руководителем второго (ракетного) производства, представлявшей собой отдельную заводскую структуру по производству ракетных двигателей.
С 1973 по 1986 год был директором Пермского моторного завода. В период с 1986 по 2004 год работал на Пермском моторном заводе ведущим инженером службы эксплуатации. Трудовой стаж составил 65 лет.
Умер 8 сентября 2013 года. Похоронен на Южном кладбище Перми.

## Производственная деятельность
Участвовал в освоении и постановке на серийное производство авиационных двигателей РД-3М, АИ-20, Д-20П, Д-З0, Д-30Ф6 для самолётов Ту-104 и МиГ-31; авиационных двигателей и редукторов для вертолётов Ми-4, Ми-6, Ми-8, Ми-26; ракетных жидкостных двигателей для военно-космического комплекса; газоперекачивающих установок, энергоустановок. Принимал участие во внедрении новых технологических процессов: точного стального литья по выплавляемым моделям; титанового литья; вальцовки лопаток; электрохимической обработки рабочих лопаток.
В период руководства Пермским моторным заводом уделял внимание решению социальных вопросов: строительству жилья, созданию социальной инфраструктуры для работников.

## Награды и звания
Советские государственные награды, звания и премии:
- Герой Социалистического Труда (1976);
- два ордена Ленина (1976, 1981);
- орден Октябрьской Революции (1971);
- орден Трудового Красного Знамени (1966);
- орден «Знак Почёта» (1957);
- медали;
- лауреат Государственной премии СССР (1984);
- Почётный авиастроитель (1984);
- Почётный гражданин Перми (1997).

## Оценки и мнения
По мнению коллег, единомышленников и последователей Б. Г. Изгагина, его отличали большая обязательность и трудолюбие, которые предопределили масштаб решаемых задач. Обладал положительными человеческими качествами, что в совокупности с хорошим знанием предмета, обеспечило его авторитет среди коллег и подчинённых.
В. А. Сатюков, генеральный директор ОАО «Протон-ПМ» (1994—2006):

Между собой мы называли его «хозяин», но только в том смысле, что это человек, который всё держал в своих руках.